# Міжнародний символ грудного вигодовування

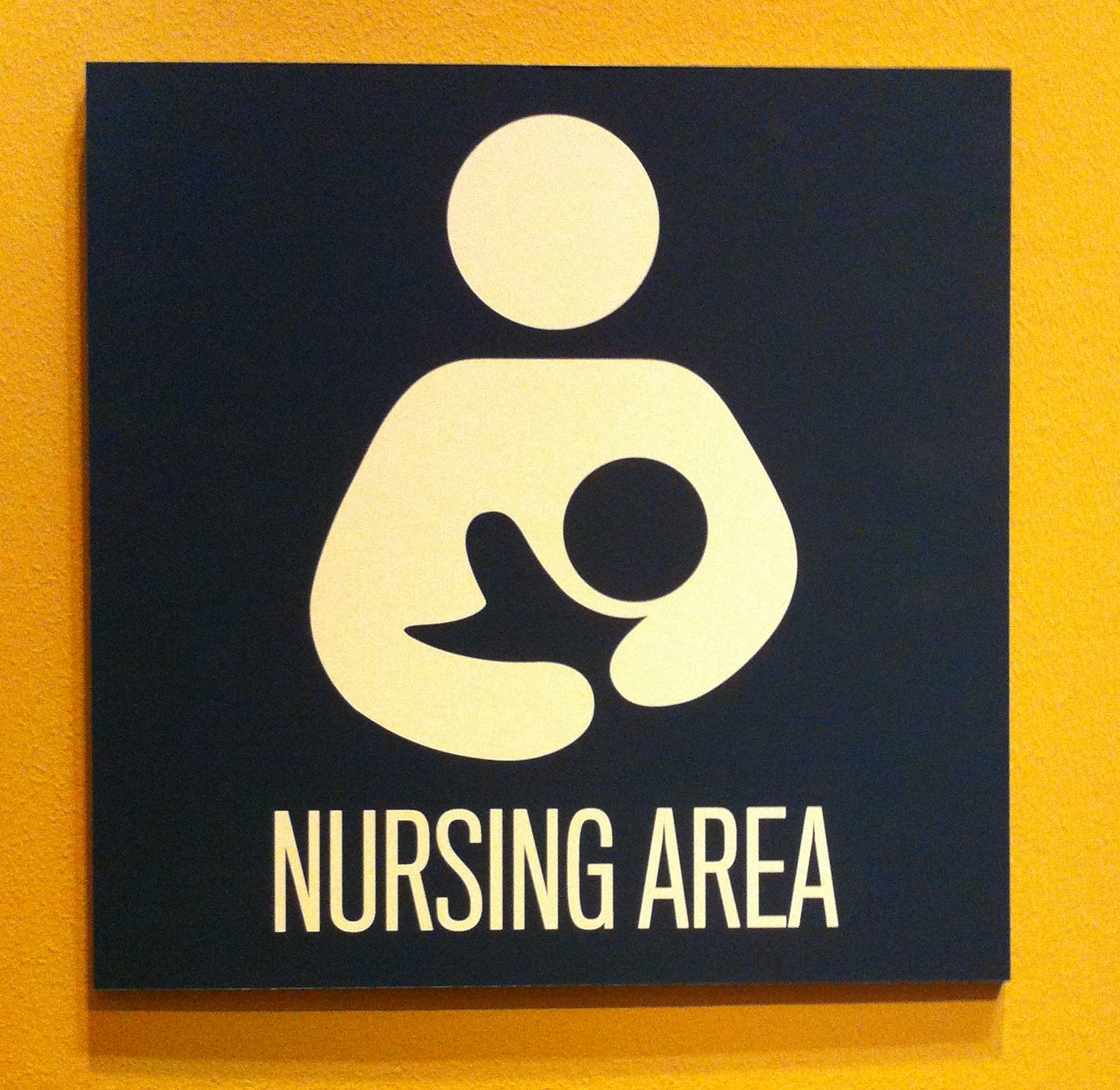
Вивіска для приватної зони для годування в музеї з використанням міжнародного символу грудного вигодовування в музеї в Далласі, штат Техас

Міжнародний символ грудного вигодовування — символ, який зображує жінку, яка годує дитину грудьми. Його розробив Метт Дейгл, художник і батько, у відповідь на конкурс, організований журналом Mothering. Переможця було обрано в листопаді 2006 року із загальної кількості понад 500 робіт. Дейгл, який каже, що його дружина та син надихнули символ, оприлюднив авторські права на символ у суспільне надбання.
Зростаюча культурна різноманітність і особиста мобільність спонукали до прагнення до універсальних способів спілкування. Міжнародний символ грудного вигодовування був створений у стилі символів AIGA, які зазвичай можна побачити в громадських місцях. Такі символи мають бути зрозумілі з першого погляду більшості людей без письмового опису, що пояснює, що вони означають.
Міжнародний символ грудного вигодовування було створено, щоб вирішити проблему, пов'язану з відсутністю загальновизнаного та зрозумілого символу грудного вигодовування, доступного для використання в громадських місцях. Сучасна іконографія, що представляє дитинство, зазвичай передбачає штучне вигодовування або заспокійливі об'єкти, як-от значок пляшечки для годування або символ соски. У палатах для годування часто використовували символ дитячої пляшечки, щоб вказати, що вони є, замість символу матері, яка годує дитину. Було припущено, що використання символу може бути корисним для зміни культурної парадигми вигодовування з пляшечки в бік біологічної норми грудного вигодовування.
У липні 2007 року був запущений сайт International Breastfeeding Symbol, присвячений новому символу.
Приклади використання символу:
- У 2008 році Мережа грудного вигодовування South Sound штату Вашингтон, Сполучені Штати, показала символ у кампанії «Ласкаво просимо сюди про грудне вигодовування».[8]
- У 2009 році символ було погоджено розмістити в ресторані Chick-fil-A у Вінтер-Парку, штат Флорида, США, після скарги клієнта ресторану про те, що менеджер ресторану незаконно попросив її накрити голову своєї дитини під час грудного вигодовування.[9]